# Flommens Golfklubb
Flommens Golfklubb är en golfklubb i Falsterbo i Vellinge kommun. Flommens Golfklubb är en öppen bana av klassisk linkskaraktär, belägen inom ett unikt våtmarksområde vilket är skyddat som naturreservat sedan 1981.

## Historik
Klubben bildades i januari 1935 av några Falsterbo-ungdomar. Många av dessa hade då fått upp intresset när de arbetat som caddier åt sommargäster på Falsterbo Golfklubb. Medlemmarna rekryterades till skillnad från grannklubbarna från ortsbefolkningen och klubben blev efterhand en föregångare för breddningen av golfen i Sverige. Ansökan om medlemskap i Svenska Golfförbundet gjordes 1946.
Namnet Flommen kommer från den grunda strandsjön Flommen som slingrar sig fram längs banan. Banan är byggd i flera etapper allt eftersom mark släpptes till. 1966 kunde banan utökas till 18 hål ritade av medlemmarna Stig Kristensson och Stig Bergendorff. 2007 kontaktades barnarkitekten Peter Chamberlain för att rita om greener och greenområden på hål 2, 4, 6 och 11. Arbetet med att bygga om dessa pågår och diskussioner förs nu om att även bygga om övriga greener. Anledningen till detta är dels för att skydda greenerna från översvämningar och dels av ren spelteknisk karaktär.
Banan har varit värd för Europatourtävlingen PLM Open.

## Banan

### Scorekort
| HÅL | 1   | 2   | 3   | 4   | 5   | 6   | 7   | 8   | 9   | UT   | 10  | 11  | 12  | 13  | 14  | 15  | 16  | 17  | 18  | IN   | S:A      |
| Vit | 142 | 389 | 462 | 388 | 484 | 337 | 152 | 385 | 360 | 3099 | 162 | 295 | 462 | 388 | 175 | 526 | 441 | 152 | 375 | 2976 | 6075     |
| Gul | 131 | 369 | 453 | 377 | 469 | 309 | 146 | 344 | 348 | 2946 | 162 | 284 | 462 | 368 | 163 | 471 | 441 | 137 | 363 | 2851 | 5797     |
| Blå | 131 | 361 | 453 | 355 | 410 | 309 | 136 | 318 | 339 | 2812 | 154 | 284 | 375 | 319 | 153 | 460 | 403 | 137 | 322 | 2607 | 5419     |
| Röd | 115 | 314 | 378 | 355 | 410 | 256 | 136 | 299 | 295 | 2558 | 148 | 270 | 375 | 319 | 140 | 375 | 385 | 125 | 322 | 2459 | 5017     |
| Par | 3   | 4   | 5   | 4   | 5   | 4   | 3   | 4   | 4   | 36   | 3   | 4   | 5   | 4   | 3   | 5   | 5   | 3   | 4   | 36   | 72       |
| Hcp | 13  | 5   | 17  | 1   | 7   | 11  | 15  | 3   | 9   |      | 12  | 14  | 10  | 2   | 6   | 4   | 16  | 18  | 8   |      | {{{21}}} |
| --- | --- | --- | --- | --- | --- | --- | --- | --- | --- | ---- | --- | --- | --- | --- | --- | --- | --- | --- | --- | ---- | -------- |

### Hålens namn
Hålens namn är framtagna av Ove Kristersson, Philip Andersson, Stig Kristersson, Stig Bergendorff och Nils Erik Andersson.
| Hål | Namn          | Beskrivning |
| --- | ------------- | --- |
| 1   | Svanen        | Fågellivet vid Flommen är en del av banan och första hålet är ett kärt tillhåll för den vackra svanen.                                                                           |
| 2   | Backen        | Namnet efter backen, en gammal strandlinje som löper i hålets längdriktning. |
| 3   | Diket         | Diket, längs högra kanten, som kan ställa till med problem för spelaren vid alla slag t.o.m. puttningen, har funnits i området långt före golfspelarna.                          |
| 4   | Triften       | Den vackra vyn när triftblommar färgar backen till vänster. |
| 5   | Ålahålet      | Söder och sydväst om greenen har Flommen i många år haft sin djupaste del och t.om. ålafiske har bedrivits här.                                                                  |
| 6   | Tregreningen  | Utslaget ligger just i det område där Flommen delar sig i tre grenar. |
| 7   | Lärkan        | Lärkan syns och hörs ofta över backen på detta hål. |
| 8   | Västanvinden  | Här känns den dominerande västanvinden som allra värst. |
| 9   | Tvättbrädan   | Namnet efter den tvättbrädsliknande backen på fairwayns vänstra sida. Den märkliga formen på backen härstammar från en gammal soptipp, som användes långt före banans tillkomst. |
| 10  | Tippen        | Hålet är ett strålande bevis för hur en golfbana kan förbättra miljön i ett område. Såväl utslag som green ligger på gamla soptippar, som användes långt in på 1950-talet.       |
| 11  | Vattenvägen   | Bollens närmaste väg till greenen går helt över vatten. |
| 12  | Martornan     | Banans mest kända lokal för den fridlysta martornan. |
| 13  | Susan         | Hålets närhet till "slusan", som är benämningen på det trånga sund som sammanbinder Flommen med havet.                                                                           |
| 14  | Hägern        | Området nordost om utslaget är en kär tillhållsplats för denna ståtliga fågel.                                                                                                   |
| 15  | Banvallen     | Den gamla reliken från svunna tider har alltid varit med i golfarnas sinnevärld och har fortfarande en påtaglig dragningskraft.                                                  |
| 16  | Prästaledet   | Greenen ligger i prästaledsområdet. Prästaledet är benämningen på den grind i tångvallen som prästen måste köra igenom på sin färd mellan kyrkorna i Skanör och Falsterbo.       |
| 17  | Kärleksstigen | Hålets green ligger endast ett stenkast från den så bekanta promenaden Kärleksstigen.                                                                                            |
| 18  | Grumhögen     | Kullarna på vänster sida bildades under Skanör-Falsterbo:s storhetstid på medeltiden. Här rensades sillen, som under några århundraden gick till i dessa farvatten.              |